# 公安边防部队

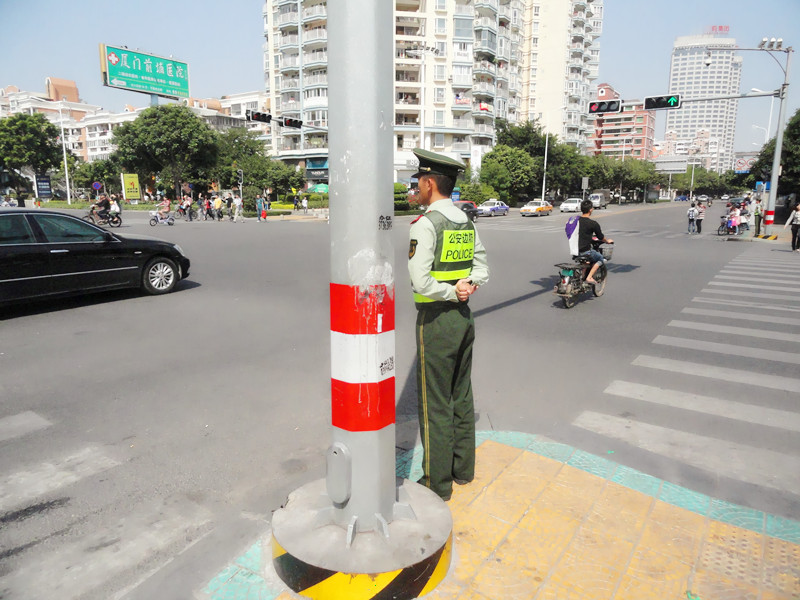
2013年10月26日，一名公安边防武警士兵在福建省厦门市的公路旁执勤。

中国人民武装警察部队边防部队，通称公安边防部队，是公安现役部队的一个警种，曾列入中国人民武装警察部队序列，佩挂武警警衔，由公安部边防管理局领导。2018年12月，在深化党和国家机构改革中，公安边防部队全部退出现役，转为人民警察编制。

## 历史
中华人民共和国成立后，1949年11月至1951年12月边防体制实行解放军与公安分段防管。1949年11月，中央人民政府公安部成立公安部边防局。1950年公安部召开全国第一次边防保卫工作会议后，形成了遍布全国边境的基层边防管理及检查机构，和相应的边防力量。1951年6月15日，在北京召开的第一次全国边防工作会议决定：与帝国主义及其附庸国家接壤的边疆和沿海地区，武装警卫任务主要由国防军负担；中苏、中朝、中越边境地区和国家口岸建立边防分局、边防派出所，采用警察防管制。
1951年12月至1958年7月实行公安防管。1951年12月，经中共中央和中央人民政府人民革命军事委员会（简称中革军委）批准，全国内卫、边防和地方公安统一整编为“中国人民解放军公安部队”，受中革军委统一领导，公安部门的边防机构负责具体业务指导。1952年1月，边防系统划归军队建制，列入大行政区公安部队所属公安师序列，接受领导。1955年7月18日，国防部命令将中国人民解放军公安部队改为中国人民解放军公安军，担负国境警卫、边防检查、海上巡逻、边防侦察等任务。1957年9月1日，中共中央军委决定撤销公安军番号及其领导机构，由中国人民解放军总参谋部警备部负责边防部队的业务指导。边防部队由省军区兼省公安部队司令部领导。
1958年7月至1966年5月实行公安与解放军分段防管。1958年7月，中央决定除中印、中缅边界边防任务继续由解放军负担外，其余边界的边防任务移交公安部分管。同年10月，中共中央下达《关于整编公安部队的通知》，将中国人民解放军序列内的公安部队移交公安部，编入人民警察序列。1959年1月，公安部队撤销，集体转业改为地方职业制民警，边防检查站列入各省、自治区、直辖市公安厅（局）人民武装警察总队建制。公安部队中负责中苏、中蒙、中朝、中越边境、沿海内湾和对外开放口岸的边防部队9000人（均属于非边防战斗任务单位）转业为地方公安机关所属的职业制人民武装警察。1961年10月23日，边防警察部队番号不变，建制仍归公安机关，但是实行公安机关和军事部门双重领导体制。1963年2月1日，边防警察部队改称“中国人民公安部队”，继续实行中央军委和公安部双重领导体制。
1963年12月，中央决定将中苏、中蒙边境地区公安部队及其担负的任务移交中国人民解放军。1964年，将福建公安部队移交福建省军区领导，其余公安部队继续实行双重领导体制，中朝、中越边境的边防任务由公安部队负责。西藏、海南、新疆的边防任务由解放军负责。此次调整仅为领导体制调整，整个边防体制仍是公安部队与解放军分段防管。
1966年5月至1973年4月实行解放军防管。1966年5月，中央决定撤销公安部队，边境防卫与管理任务交由中国人民解放军担负。边防检查站隶属由各公安总队改编的各省军区独立步兵师建制（北京边防检查站隶属北京卫戍区警卫二师司令部领导）。
1973年4月起至今，实行公安与解放军分工防管。1973年4月5日，全国陆地边防工作会议决定，边防具体业务工作由解放军移交公安机关负责。1973年9月全国边防改制为人民武装警察，保留现役制，归各级公安机关管理、领导。边防检查站改为地方人民警察建制。1974年12月，边防检查站恢复实行现役制，人员由人民警察转为人民武装警察，隶属省公安局边防局领导（当时不称省公安厅）。改革开放后，1980年1月，实行义务兵役制和地方职业制的边防武装警察改为“人民边防武装警察部队”，以便适应对外开放需要。边防武警担负部分边界地段的边防任务以及出入境边防检查任务。
1981年12月11日，解放军边防部队担负的中朝、中缅边境云南段边防任务的部队改为边防武警，移交公安部门领导。1982年6月，组建中国人民武装警察部队（武警部队），边防保卫局纳入武警总部序列。1983年全国边防部队划归各武警总队建制。1983年，公安部边防局撤销，业务归武警总部司令部领导。1985年，恢复公安部边防局，负责全国边防检查、边境管理、机场安全检查等业务。1987年，边防武警从武警总队中分离，划归各级公安机关领导。1994年1月，重要城市边防检查站升格为副师级建制，改称边防检查总站。
1991年，国家边防委员会成立（2005年更名国家边海防委员会），负责指导、协调有关部门和地区的边防工作。1992年，机场安全检查及飞机监护工作移交民航部门。1997年，成立出入境边防检查总站，将边防检查现役警察改成职业警察。2003年，将公安边防部队担负的中朝边境、中缅边境云南段一线防卫管理任务移交解放军边防部队。至此，边防体制形成解放军边防部队负责一线防卫与管理，公安武警部队负责二线治安和出入境管理的分工防管体制。
1998年1月1日，根据《国务院关于北京等九城市实行边防检查职业化改革试点方案的批复》（国函〔1997〕76号），北京、上海、天津、海口、深圳、珠海、厦门、汕头、广州的边防检查工作改编为职业制人民警察，分别设立副厅级的边防检查总站，归公安部出入境管理局垂直领导。
2001年4月，中组部、中央政法委、公安部党委联合下发《关于改进公安武警边防部队领导管理体制的通知》，公安武警边防部队领导管理体制改为“双重领导，条块结合，以条为主”的原则，将过去的“分级管理，分级指挥”调整为公安部对公安武警边防部队的“统一领导管理”与地方党委政府通过各级公安部门按规定权限对武警边防部队的“分级指挥”相结合，以“条条”为主的集中统一领导的垂直体制。这是鉴于长期以来公安武警边防部队重使用，轻建设，部队领导管理缺乏集中统一，管理松散，作风松懈，纪律松驰，1993年来连续发生山东威海、辽宁丹东、广东湛江、东莞等地边防支队参与走私护私的大要案件，1999年海南海警二支队“11.9”沉船重大伤亡事件 ，2000年吉林“4.26”盗枪案件，都反映出领导和管理上真空。反映出执勤执法上的不规范、不统一。
2018年改革前，公安部边防管理局领导各地公安边防部队。各省（直辖市、自治区）公安厅（局）设边防局，加挂中国人民武装警察部队某省（直辖市、自治区）边防总队牌子。省厅边防局为正师级。任务繁重的省边防局局长可挂公安部边防局副局级调研员身份（副军级），授武警少将警衔。无边海防、无重要航空口岸的内地省（自治区）公安厅边防局为副师级，并兼出入境检查站。沿边沿海的地市公安局设边防局，为正团级。加挂中国人民武装警察部队某省（直辖市、自治区）边防总队某市边防支队牌子。边防支队下设侦查队，由干部组成，担负边境涉毒、跨国拐卖人口等特定类别刑事案件侦破工作。省边防总队还可能辖若干数字序号的支队。省边防局在重要口岸设边境检查站，正团级。沿边沿海县区公安局设边防大队，正营级或副团级。全国沿边境线及沿海的乡、镇、街道公安边防派出所，为武警现役建制，正营级，除担负公安派出所的正常的户籍、治安管理等职能外，还担负边境管理任务。
2018年3月21日中共中央印发的《深化党和国家机构改革方案》提出，公安边防部队不再列武警部队序列，全部退出现役，成建制划归公安机关，并结合新组建国家移民管理局进行适当调整整合。现役编制全部转为人民警察编制。2018年12月25日，公安现役部队官兵正式退出现役，之后于2019年1月1日举行集体换装仪式，至此公安边防部队完成改制。

## 编制
2018年改革前，公安边防部队在各省（自治区、直辖市）设立公安边防总队30个，在边境和沿海地区（市、州、盟）设公安边防支队110个，在沿海地区设海警支队20个。在开放口岸设现役边防检查站207个，在边境沿海地区县（市、旗）设公安边防大队310个，在沿边沿海地区乡（镇、苏木）设边防派出所1691个，在边境主要通道、要道设边境检查站46个，在边境地区的重点地段、方向部署机动队113个。作为公安现役部队，各地公安边防总队（支队、大队）加挂中国人民武装警察部队各地边防总队（支队、大队）牌子。
2018年建制撤销前，公安边防部队管理领导30个省级公安边防总队，具体组成如下：
- 中国人民武装警察部队上海市边防总队（上海市公安边防总队）
- 中国人民武装警察部队天津市边防总队（天津市公安边防总队）
- 中国人民武装警察部队重庆市边防总队（重庆市公安边防总队）
- 中国人民武装警察部队河北省边防总队（河北省公安边防总队）
- 中国人民武装警察部队山西省边防总队（山西省公安边防总队）
- 中国人民武装警察部队吉林省边防总队（吉林省公安边防总队）
- 中国人民武装警察部队辽宁省边防总队（辽宁省公安边防总队）
- 中国人民武装警察部队黑龙江省边防总队（黑龙江省公安边防总队）
- 中国人民武装警察部队陕西省边防总队（陕西省公安边防总队）
- 中国人民武装警察部队甘肃省边防总队（甘肃省公安边防总队）
- 中国人民武装警察部队青海省边防总队（青海省公安边防总队）
- 中国人民武装警察部队山东省边防总队（山东省公安边防总队）
- 中国人民武装警察部队福建省边防总队（福建省公安边防总队）
- 中国人民武装警察部队浙江省边防总队（浙江省公安边防总队）
- 中国人民武装警察部队河南省边防总队（河南省公安边防总队）
- 中国人民武装警察部队湖北省边防总队（湖北省公安边防总队）
- 中国人民武装警察部队湖南省边防总队（湖南省公安边防总队）
- 中国人民武装警察部队江西省边防总队（江西省公安边防总队）
- 中国人民武装警察部队江苏省边防总队（江苏省公安边防总队）
- 中国人民武装警察部队安徽省边防总队（安徽省公安边防总队）
- 中国人民武装警察部队广东省边防总队（广东省公安边防总队）
- 中国人民武装警察部队海南省边防总队（海南省公安边防总队）
- 中国人民武装警察部队四川省边防总队（四川省公安边防总队）
- 中国人民武装警察部队贵州省边防总队（贵州省公安边防总队）
- 中国人民武装警察部队云南省边防总队（云南省公安边防总队）
- 中国人民武装警察部队内蒙古自治区边防总队（内蒙古自治区公安边防总队）
- 中国人民武装警察部队新疆维吾尔自治区边防总队（新疆维吾尔自治区公安边防总队）
- 中国人民武装警察部队宁夏回族自治区边防总队（宁夏回族自治区公安边防总队）
- 中国人民武装警察部队广西壮族自治区边防总队（广西壮族自治区公安边防总队）
- 中国人民武装警察部队西藏自治区边防总队（西藏自治区公安边防总队）

### 特种部队
新疆维吾尔自治区公安边防总队曾经拥有雪鹰女子特勤分队。
海上特勤队曾经属于过公安边防深圳支队。

## 规章制度

### 人员与训练

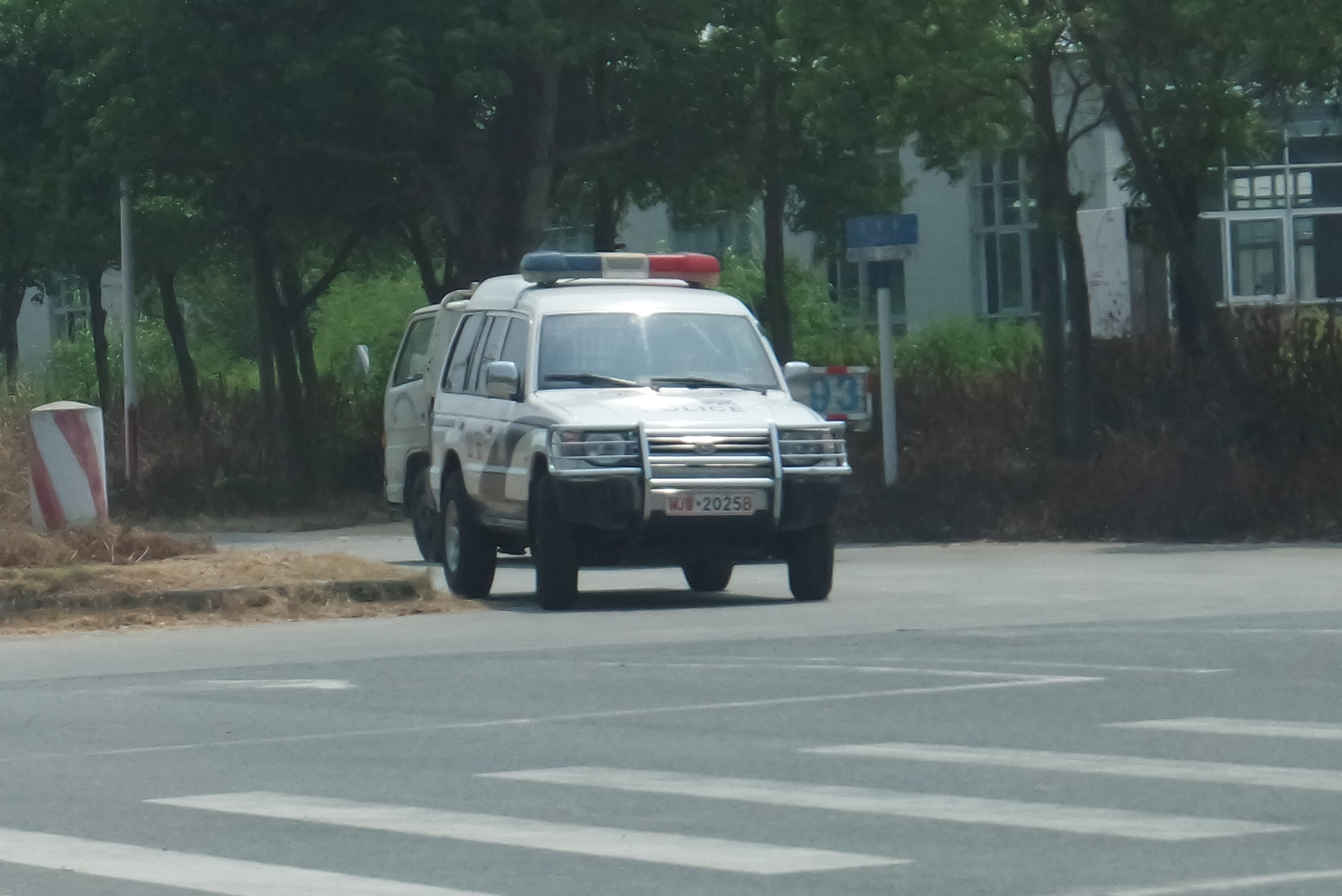
属于某公安边防部队的警车，请留意车辆的公安涂装（有别于一般武警涂装），以及车辆的武警号牌

公安边防部队人员可分为军事战斗部队人员，边防公安派出所的公安管理与边境管理类人员、出入境边防检查人员、边防地区刑事案件侦破人员、以及部队管理人员。
中国人民武装警察部队学院开设的四年制本科边防管理专业，主要培养在公安边防部队从事国（边）境管理、出入境边防检查和部队管理等方面工作的高级专门人才。主要专业课有：国际法、刑法、行政法与行政诉讼法、治安管理学、刑事侦察学、边境管理学、边防勤务学、边防战术学、边防情报学、边防检查学、护照签证制度、出入境证件防伪与鉴别等。四年制本科边防指挥专业，主要培养在公安边防部队从事分队作战指挥、组织训练和管理教育的高级专门人才。主要专业课有：行政法与行政诉讼法、国际法学、部队基层行政管理、部队基层政治工作、军事地形学、司令部工作、军事训练指导法、边境管理学、边防指挥学、边防战术学等。